# Eulophidae
Die Eulophidae bilden eine Hautflüglerfamilie innerhalb der Überfamilie der Erzwespen (Chalcidoidea). Das Taxon geht auf den US-amerikanischen Entomologen John Obadiah Westwood im Jahr 1829 zurück.

## Taxonomie
Die früher als eigene Familie Elasmidae betrachtete Gruppe gilt heute als die Tribus Elasmini innerhalb der Unterfamilie Eulophinae.

## Merkmale
Die Eulophidae weisen im Gegensatz zu anderen Erzwespen 4-gliedrige Tarsen auf. Die Fühler besitzen 7 bis 9 Glieder (ohne Berücksichtigung von Anelli) und maximal 4 Funikularglieder. Weiterhin können bis zu 4 Anelli vorhanden sein. Zwischen Propodeum und Gaster befindet sich der Petiolus mit einer ausgeprägten Verengung. Die Sporne der vorderen Tibien sind bei den meisten Arten gerade und einfach gestaltet.

## Verbreitung
Die Erzwespenfamilie besitzt eine kosmopolitische Verbreitung.

## Lebensweise
Viele Eulophidae sind Primärparasitoide von verborgenen Insektenlarven und Gliederfüßern, insbesondere von Blattminierern. Zum Wirtsspektrum gehören u. a. Schmetterlinge, Zweiflügler, Echte Blattwespen, Rüsselkäfer, Gallmilben und gallbildende Fadenwürmer.

## Innere Systematik
Die Eulophidae sind in 5 Unterfamilien mit etwa 5300 Arten in mehr als 330 Gattungen gegliedert.
Die Unterfamilien sind:
- Entedoninae – 93 Gattungen
- Entiinae – 18 Gattungen
- Eulophinae – 95 Gattungen
- Opheliminae – 2 Gattungen
- Tetrastichinae – 110 Gattungen

Phylogenetische Studien legen nahe, dass die Eulophinae und Tetrastichinae eine Schwestergruppe der Opheliminae und Entiinae zusammen mit den Entedoninae bilden.